# Casa do Padre Belchior
A Casa do Padre Belchior é um casarão histórico, construído no final do século XVIII, para ser residência do Capitão-Mor Francisco José da Silva Capanema. Também foi residência do padre Belchior Pinheiro de Oliveira, confidente e conselheiro de Dom Pedro I. A casa está localizada na cidade de Pitangui, no estado de Minas Gerais. É um patrimônio histórico tombado pelo Instituto do Patrimônio Histórico e Artístico Nacional (IPHAN), na data de 18 de abril de 1980, sob o processo de nº 937.T.1975.

## História
A Casa do Padre Belchior foi erguida entre 1787 e 1798 (século XVIII) pelo Capitão-Mor Francisco José da Silva Capanema. Diz a lenda que o poderoso Capitão-Mor insistiu em edificar seu sobrado nas ribanceiras do córrego do Veríssimo apesar dos conselhos de que não era possível e teve que, para realizar isso, erguer um alto muro de pedras como paredão de arrimo. Conseguido fazer isso, escreveu em sua casa com letreiro de ouro: “Quem dinheiro tiver, fará o que quiser”.
Posteriormente o sobrado serviu de residência do Pe. Belchior Pinheiro de Oliveira, nomeado por D. João VI vigário de Pitangui em carta régia de 1813. Próximo do príncipe D. Pedro, acompanhou-o em sua viagem a São Paulo em 1822 e teve papel importante, influenciando-o no assunto relacionado à Independência do Brasil.
Em 2017, a Prefeitura de Pitangui se tornou proprietária do casarão e em 2019 o imóvel passou por restauração para abrigar a Sede da Prefeitura de Pitangui.

## Arquitetura
O imóvel é um sobrado de dois pavimentos. As paredes externas de taipa e pau a pique, e o telhado em quatro águas. O beiral é ornamentado com lambrequim. Na fachada do primeiro pavimento há duas portas de folhas almofadadas e duas janelas em venezianas e no segundo pavimento, há quatro portas que abrem para estreita sacadas, estilo balcões e guarda-corpos com gradil em ferro. Todas as portas e janelas da fachada possuem vergas em arco abatido.
Os lambrequins e guarda-copos foram adicionados à casa muito depois da construção original, já no final do século XIX.

## Restauração
Com um investimento em torno de seiscentos mil reais, a Casa do Padre Belchior passou por obras de restauro para abrigar a sede da prefeitura.
Por ter ficado mais de vinte anos fechado, a base e as paredes de pau a pique estavam comprometidas, além do telhado que estava podre e partes já tinham desmoronado. Começaram a reforma refazendo o forro e na parte inferior da residência, será adaptado para ser um refeitório. A parte elétrica também teve que ser revisada, além das janelas e pintura.